# Château-Vieux de Villelaure
Pour les articles homonymes, voir Château-Vieux et Château de Châteauvieux.
Le château de Villelaure est un château, situé à l'écart du village de Villelaure, dans le Vaucluse. L'ensemble du château et de son parc se trouve partiellement sur la commune de Pertuis. 

## Histoire
Le château est conçu à l'initiative de Gaspard de Forbin, mais la grande partie de la construction du bâti est suivie par son fils Melchior de Forbin, aidé par sa mère, Marguerite de Pontevès pour l'aménagement des jardins. Les premiers travaux sont dus aux frères Rolland, de Cucuron, à partir de 15 août 1579. Au mois de mai 1580, ils avaient bâti 500 cannes de murs, et reçurent un premier acompte de 80 écus. En 1582, Melchior de Forbin somme les maçons de finir les travaux dans de brefs délais. Ils encaisseront la somme de 300 écus pour solde le 11 octobre 1582. 
La même année, Melchior de Forbin mandate Jacques François, de la commune d'Ansouis, pour la création et l'aménagement du parc. Sa mère, durant le même temps, paye le prix fait à des fontainiers de Cadenet, pour la création des pièces d'eau des jardins, le 19 septembre 1582.
Les travaux sont interrompus durant 4 ans, probablement à cause des divers événements politiques, et des guerres de Religion de l'époque, et laissent le château partiellement construit. Pour autant, les actes mentionnent la reprise de la construction à partir de décembre 1586. Les travaux sont confiés à Jean Amoreau et Nicolas Bernard, qui s'engagent à une fin de travaux pour mars 1587. Parallèlement, des prix-faits sont signés avec des fustiers de Pertuis et d'Aix-en-Provence, pour l'ensemble des charpentes.
Le pigeonnier du château est inscrit au titre des monuments historiques le 21 août 1992, le reste du château est classé le 4 juin 1993.

## Description
Le bâtiment initial, antérieur à la reprise en main de Gaspard de Forbin, comportait plusieurs pièces, dont une chapelle. Celui-ci effectue un agrandissement d'une pièce supplémentaire, qui donne un plan rectangulaire à ce logis. Les agrandissements de son fils transforment les plans du château, alors en forme de « U », autour d'une cour carrée, fermée par un portail semblable à celui du château de La Tour d'Aigues. Quatre tours d'angle viendront compléter le bâtiment. Ces dernières, ainsi que la présence d’échauguettes, sont liées aux besoins défensifs, dus aux guerres de Religion.

## En savoir plus